# Jatiroto (Lumajang)
Jatiroto is een bestuurslaag in het regentschap Lumajang van de provincie Oost-Java, Indonesië. Jatiroto telt 10.528 inwoners (volkstelling 2010).